# David Attan
David Attan est un boxeur kényan né le 15 décembre 1948.

## Carrière
Dans la catégorie des poids super-welters, David Attan est médaillé de bronze aux Jeux du Commonwealth britannique d'Édimbourg en 1970 puis médaillé d'or aux championnats d'Afrique de Nairobi en 1972. Aux Jeux olympiques d'été de 1972 à Munich, il est éliminé au deuxième tour par le Finlandais Mikko Saarinen. Il est ensuite médaillé de bronze aux Jeux africains de Lagos en 1973.